# Ladešići
Ladešići – wieś w Chorwacji, w żupanii karlowackiej, w gminie Netretić. W 2011 roku liczyła 28 mieszkańców.